# Termometr ciekłokrystaliczny
Termometr ciekłokrystaliczny to rodzaj termometru zawierającego ciekłe kryształy, zmieniające swoją barwę pod wpływem temperatury. Termometr ciekłokrystaliczny spotyka się w postaci plastikowego paska zmieniającego zabarwienie pod wpływem zmiany temperatury, co właśnie wskazuje na jej zmianę.
Ciekłe kryształy mają właściwości typowych cieczy, ale dodatkowo posiadają właściwości pojedynczych kryształów. Zmiany temperatury wpływają na zabarwienie kryształów, przez co można je wykorzystać do wskazywania temperatury. Dokładność wskazywania temperatury przez ciekłe kryształy mieści się w zakresie do 0.1°C. Jednorazowe termometry ciekłokrystaliczne są wykorzystywane w medycynie i do użytku domowego. Na przykład jeżeli termometr jest koloru czarnego, a następnie taki termometr zostanie przyłożony do czyjegoś czoła, zabarwienie termometru w zależności od tego jak wysoką temperaturę ma dana osoba zmieni się.
Są dwa stany ciekłych kryształów:
1. – gorąca faza rozmyta jest najbliższa fazie ciekłej, gdzie cząsteczki są rozproszone i tylko częściowo uorganizowane.
2. – zimna faza liniowa to faza najbliższa fazie ciała stałego, gdzie cząsteczki układają się względem siebie w anizotropową matrycę.

## Zastosowanie
Ciekłe kryształy prezentują temperatury jako kolory i mogą być używane do śledzenia zmian temperatur spowodowanych przemieszczaniem stanu temperatury. W ten sposób może być zaobserwowane zjawisko przewodnictwa cieplnego, konwekcji czy promieniowania cieplnego.
W medycynie termometry ciekłokrystaliczne mogą być stosowane do odczytywania temperatury ciała przez przyłożenie takiego termometru do czoła. Takie termometry są bezpieczniejsze niż termometry rtęciowe i mogą być z powodzeniem wykorzystywane na niektórych pacjentach, ale nie zawsze dają dokładne wyniki w przypadku noworodków.
Termometry ciekłokrystaliczne są często wykorzystywane w akwariach, w wytwarzaniu piwa i wina domowymi sposobami, a także w pierścionkach nastroju.